# Vlag van Rome (stad)

Vlag van de Italiaanse hoofdstad Rome

De vlag van Rome is de stadsvlag van de Italiaanse hoofdstad Rome. De vlag bestaat uit twee verticale banen van donkerrood en donkergeel.
Sinds de middeleeuwen gebruikte de stad Rome een roodpaarse banier met een geel (gouden) Grieks kruis in de rechterbovenhoek en rechts daarvan de gele (gouden) letters SPQR (een afkorting voor Senatus Populusque Romanus, wat uit het Latijns vertaald De Senaat en het Volk van Rome), diagonaal over de banier geplaatst, van linksboven naar rechtsonder in de hoek.
Tussen 1798 en 1799 was de vlag van de Romeinse Republiek drie verticale banen van zwart-wit-rood. Het huidige uiterlijk van de vlag dateert uit sinds 1860.

## Verwante afbeeldingen

Het wapen van Rome
De oude banier van Rome, gebruikt in de middeleeuwen
De Vexillum van het Romeinse Rijk
De vlag met het kleine wapen in het midden
De vlag met het grote wapen in het midden
De Gonfalone van Rome
De Gonfalonillustratie met alle uitwendige ornamenten
Vlag van de Romeinse Republiek (1798-1799)